# Живан Поповић
Живан Поповић (Латвица код Ариља, 30. јануар 1917 – Латвица код Ариља, 12. јануар 2024) био је српски стогодишњак који је у тренутку смрти био најстарији живи мушкарац у Србији као и друга најстарија позната жива особа у Србији, одмах иза Милке Бауковић рођене 5. фебруара 1915. године.

## Биографија
Живан Поповић је рођен у селу Латвица у општини Ариље, 30. јануара 1917. године. До своје 20-е године, чувао је стоку, а потом се придружио краљевој војсци и ту остао дуже. За време другог светског рата био је мобилисан у рат, те је годину дана провео у локалним четницима, годину дана у партизанима, а остатак рата у Југословенској војсци у отаџбини. Након рата се посветио пољопривреди, направио кућу у Латвици и основао породицу.
Женио се два пута. Први пут 1937, а други пут 1951, пошто му је прва супруга преминула годину дана раније. Из првог брака имао је петоро деце, а са другом супругом, која је умрла 2004, добио је још две ћерке.
Јавности је постао познат по томе што се са скоро 102 године још увек активно бавио ловом, па је био најстарији ловац у Србији и Европи. Када је имао 103 године имао је укупно 11 унучади, и 19 праунучади, тада му је шесторо деце било живо. Почетком августа 2022. имао је укупно 34 жива потомака, укључујући унуке, праунуке и чукун-унуке.
Његов рецепт за дуговечност је вера у Бога и умереност у свему. У доби од 104 године, преживео је инфекцију  Корона вирусом и успешно се опоравио.
Постао је најстарији познати живи мушкарац у Србији, након смрти 107-годишњег Симе Ивошевића из Београда, 22. октобра 2022.
Поповић је преминуо 12. јануара 2024. године у доби од 106 година и 347 дана у својој кући у планинском селу Латвица, код Ариља, где је живео сам.